# Bahama himnusza
A bahamai himnuszt Timothy Gibson írta még 1972-ben egy erre kiírt pályázatra, melynek nyerteseként 1973. július 10-én a függetlenség napján lett az ország hivatalos himnusza.
Timothy Gibson (1903–1976): 

## Az angol szöveg
March on Bahamaland 
Lift up your head 

to the rising sun Bahamaland 

March on to glory, your 

bright banners waving high 

See how the world marks 

the manner of your bearing! 

Pledge to exal 

through love and unity. 

Pressing onward, march together 

to a common loftier goal, 

Steady sunward, though the weather 

hide the wide and treach'rous shoal, 

Lift up head 

to the rising sun Bahamaland, 

'Til the road you've trod 

Lead unto your God, 

March on, Bahamaland! 

## A magyar szöveg
Menetelj Bahamaföld 
Emeld fel fejed 

a felkelő napra Bahamaföld 

Menetelj a dicsőségbe 

fényes zászlaid fenn lobognak 

Nézd a világ hogy figyeli 

ahogy állod a sarat! 

Emelkedj fel 

szeretetben és egységben. 

Nyomulj előre, együtt menetelj 

a közös magasztos célért, 

A napfény felé viharon át 

alattomos zátonyok felett. 

Emeld fel fejed 

a felkelő napra Bahamaföld 

Míg az út, melyen lépsz 

Istenedhez vezet, 

Menetelj, Bahamaföld! 